# Armorique
Pour les articles homonymes, voir Armorique (homonymie).
Armorique est un nom propre d'origine gauloise, qui désigne depuis l'Antiquité classique le territoire situé entre la Loire et la Seine ou entre les estuaires de la Gironde et de la Seine. Selon certains auteurs, ce territoire s'étendait même depuis l'estuaire de la Gironde jusqu'à celui de l'Escaut. Cet espace forme une péninsule entre la Manche et le golfe de Gascogne, à l’ouest du continent européen. L'Armorique est souvent confondue avec la Bretagne, qui ne constitue pourtant qu'une partie du territoire armoricain.
Les traces de présence humaine en Armorique sont régulières depuis le paléolithique inférieur (notamment avec l'exemple des feux entretenus parmi les plus anciens au monde -vieux de 465 000 ans- sur le site archéologique de Menez Dregan à Plouhinec en Finistère). L'occupation humaine s'est poursuivie durant le mésolithique (le site archéologique de l'île de Téviec à l'ouest de la presqu'île de Quiberon  en est l'un des témoignages) et sans discontinuité jusqu'au néolithique. Durant cette dernière période, les populations sont qualifiées de préceltiques. La péninsule armoricaine est probablement l’un des berceau du mégalithisme en Europe. Les auteurs de la fin de la République et du début de l'Empire romain la présentent comme peuplée par sept tribus gauloises dont Jules César donne la liste. Les Armoricains pourraient avoir constitué une confédération de peuples rivale de celle des Vénètes.
Après la conquête, l'Empire romain n'a pas repris cette division dans son découpage provincial (Belgique, Lyonnaise, Aquitaine) de la Gaule. Mais au IVe siècle, face aux menaces venues de la mer, est créé un secteur militaire, le Tractus Armoricanus et Nervicanus comprenant les territoires littoraux de l'embouchure de la Somme à celle de la Garonne.
À la fin de l'Antiquité, les Bretons insulaires émigrèrent massivement dans la partie occidentale de cette région, sur la péninsule qui prit progressivement le nom de Bretagne. L’usage du terme « Armorique » pour désigner la vaste région maritime entre la Gironde et la Seine a été progressivement remplacé par celui « France de l'Ouest » dans la géographie officielle française.

## Attestations anciennes des termesArmoriqueetArmoricain
Dans le dictionnaire français-latin de référence « Gaffiot » (Hachette, 1934), l’entrée « Armoric- » renvoie à « Aremoric- » où l'on trouve :
- Aremorica, -ae, féminin, l’Armorique (province occidentale de la Gaule), Pline 4, 105
- Aremoricus, -a, -um, de l’Armorique, César, G., 5, 53
- Aremoricanus, -a, -um (décadent).

Donc, selon Félix Gaffiot, la forme normale en latin pour Armorique est Aremorica, tandis qu’Armorica est une variante contractée. En ce qui concerne les références littéraires disponibles, on trouve les énoncés suivants (dans l’ordre chronologique).
- César, La Guerre des Gaules, V, 53 :

« In his ab Lucio Roscio, quem legioni tertiae decimae praefecerat, certior factus est magnas Gallorum copias earum civitatum, quae Armoricae appellantur, oppugnandi sui causa convenisse neque longius milia passuum octo ab hibernis suis afuisse, sed nuntio allato de victoria Caesaris discessisse, adeo ut fugae similis discessus videretur. »
« Il apprit notamment de Lucius Roscius, qu’il avait mis à la tête de la treizième légion, que des forces gauloises importantes, appartenant aux cités qu’on nomme Armoricaines, s’étaient réunies pour l’attaquer et étaient venues jusqu’à huit miles de son camp, mais qu’à l’annonce de la victoire de César elles s’étaient retirées avec tant de hâte que leur retraite ressemblait à une fuite. »
- César, ibid°, VII, 75 (il s’agit des contingents demandés pour apporter de l’aide à Vercingétorix assiégé dans Alésia) :

« [XXX milia] universis civitatibus, quae Oceanum attingunt quaeque eorum consuetudine Armoricae appellantur, quo sunt in numero Curiosolites, Redones, Ambibarii, Caletes, Osismi, Lemovices, Venelli. »
« trente mille (hommes demandés) à l’ensemble des peuples qui bordent l’Océan et qui selon leur habitude se donnent le nom d’Armoricains : Coriosolites, Redons, Ambibarii, Calètes, Osismes, Lemovices, Unelles. »

## Étymologie

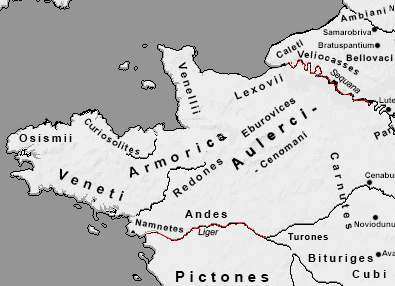
L'Armorique, avec la Loire et la Seine en rouge.

Cette partie maritime de la Gaule avec son arrière-pays se nommait alors en celtique continental ou gaulois Aremorica « le pays qui fait face à la mer », le pays des Aremorici « ceux qui habitent devant la mer, près de la mer » : Armorica est la latinisation de ce terme,.
On peut distinguer les trois éléments celtiques suivants :
- are issu de l’indo-européen p°ri- « devant, auprès » (cf. irlandais air, ar, sur / devant ; gallois er, sur / à / pour ; breton war ou ar, sur),
- mori « mer » (irlandais muir, génitif mara ; thème en « i » ; gallois et breton : mor, d'où le composé armor « pays de la mer » cf. Côtes-d'Armor (appelé ar vor en breton avec mutation de /m/ à /v/ caractéristique des langues celtiques modernes)
- suffixe -iko- (pluriel -ici « ceux qui ») comme dans Mediomatrici, Arecomici, Latobici, etc. et -ika qui sert à créer des substantifs que l'on retrouve dans des noms de pays Utica (pays d'Ouche), Pertica (Perche), etc.

« Aremorici : antemorini quia are ante, more mare, morici marini. »

— Glossaire d'Endlicher, bibliothécaire de la Bibliothèque Palatine, Vienne, Autriche, 1836

« Aremorici, antemarini quia are ante ; cf. arm. mod. « arvor ». »

— Joseph Loth, Chrestomathie bretonne, armoricain, gallois, cornique, Paris, Émile Bouillon Libraire-éditeur, 1890

« Aremorici, (tardif : armorici) « antemarini », var. aremurici (Glossaire de Vienne) ; irl. « air », gall. bret. « ar- » « sur ». »

— Georges Dottin, La Langue gauloise, grammaire, texte et glossaire, Paris, C.Klincksieck, 1920

« En gaulois "Aremorica", anciennement "Paremorica", "le (pays) devant la mer", nom de la péninsule qui deviendra la Bretagne. Étaient dits aussi Armoricains à l'époque de César, les peuples riverains de la Manche. »

— Paul-Marie Duval, Les Celtes, Gallimard, Paris, 1977

## Géographie

### Situation

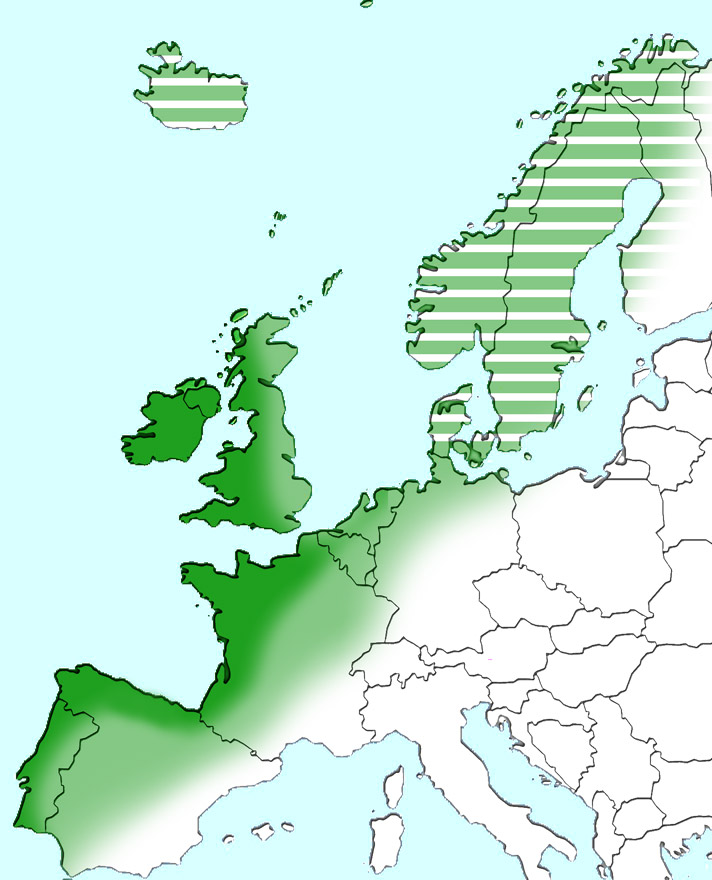
Pays de l’arc atlantique parmi lesquels figure l’Armorique. Ces régions d’Europe sont traditionnellement liées par la relation étroite qu’elles entretiennent avec la mer.

Selon le géographe Alain Chauvet, l'Armorique s'apparente à un espace de « finisterre », à l'échelle du continent européen et à celle de la France, analogue à la Galice et à la Norvège. Cette région qui comprend globalement la Basse-Normandie, au nord, la Vendée, au sud, en passant par la Bretagne, constitue le point de rencontre de plusieurs grandes routes maritimes européennes et possède une situation centrale au sein de l’Arc atlantique européen. Cette situation a valu à l'Armorique, au cours de son histoire, d'être progressivement occupée, à la fois par des peuples venus d'Europe continentale (Gaulois, Romains, Francs) et par des peuples venus de la mer (Saxons, Bretons, Vikings),.
Par ailleurs, du fait de sa situation, l’Armorique a souvent entretenu des contacts avec les îles Britanniques. Avant la conquête romaine, les gaulois armoricains faisaient déjà commerce de l’étain avec l’île de Bretagne. La conquête romaine n'a pas rompu ce lien et le Bas Empire a même contribué au renforcement des liens militaires entre les deux rives de la Manche avec la création du litus Saxonicum. Par la suite, c’est depuis cette île que les Bretons immigrèrent ensuite en Armorique occidentale à la fin de l’Antiquité. Au Moyen Âge, les Normands, menés par Guillaume le Conquérant traversèrent la Manche et conquirent le royaume d’Angleterre en 1066, tandis qu’au siècle suivant, le comte d’Anjou et du Maine, Henri II Plantagenêt, créa un vaste empire, opposé à la France des Capétiens, s’étendant à la fois sur les îles Britanniques et sur l’Ouest Français. Lors de la période révolutionnaire, les Vendéens, traversèrent la région jusqu’aux côtes de la Manche dans l’espoir d’y obtenir un soutien de l’armée anglaise contre les troupes républicaines. Enfin en 1944, les alliés, basés en Grande-Bretagne débarquèrent en Normandie afin de libérer l’Europe occidentale de l'armée allemande.

### Relief

Carte géologique du Massif armoricain.

La majeure partie du territoire armoricain comprend l'entité géologique auquel il a donné son nom : le Massif armoricain. Ce massif relativement peu élevé, s'apparente à un vaste plateau composé de granite et de schiste qui s'élève en plusieurs endroits dont les Monts d'Arrée, les Montagnes Noires, les Collines vendéennes, les Alpes mancelles et la Suisse normande. La formation de la péninsule armoricaine est d’ailleurs la conséquence de la présence de ce massif aux roches plus dures et donc plus difficilement érodables que les littoraux calcaires des bassins parisien et aquitain, situés plus au Nord et plus au Sud. Le mont des Avaloirs (416 m) situé au nord du département de la Mayenne constitue le point culminant du massif, tandis que le Signal d'Écouves situé dans l’Orne, mais à proximité du mont des Avaloirs, est du haut de ses 413 m, le deuxième sommet du massif Armoricain.

### Paysages

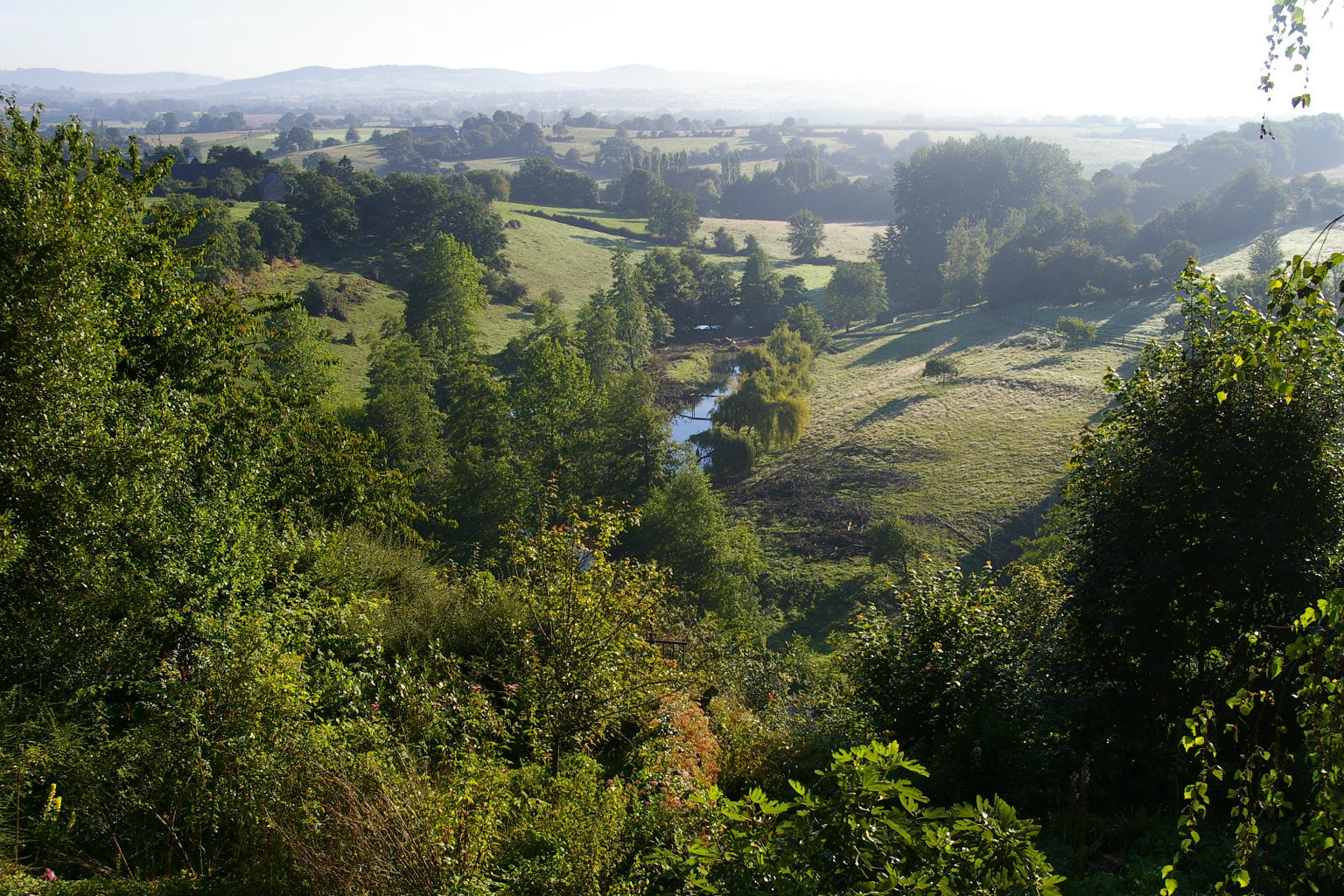
Paysage de bocage, typique du plateau armoricain (Ici la vallée de l'Erve).

Sur le plan paysagé, le massif armoricain s'apparente à un plateau peu élevé, ponctué de vallons et de collines, sur lequel pousse une végétation adaptée à l'humidité ambiante, telle que les forêts (parfois ombrophiles) de hêtres, de châtaigniers et de chênes (pédonculé, tauzin), ainsi que les landes (ajoncs, genêts, bruyères) et les tourbières. Le vallonnement ainsi que la présence de chaos rocheux, ont constitué un obstacle à la céréaliculture et ont y plutôt favorisé le développement de l'élevage, si bien que la péninsule n'a jamais vraiment été remembrée. Ainsi, la majeure partie du territoire est couverte par le bocage (Bocage normand, Bocage angevin, Bocage vendéen) et est marquée par l'habitat dispersé. 

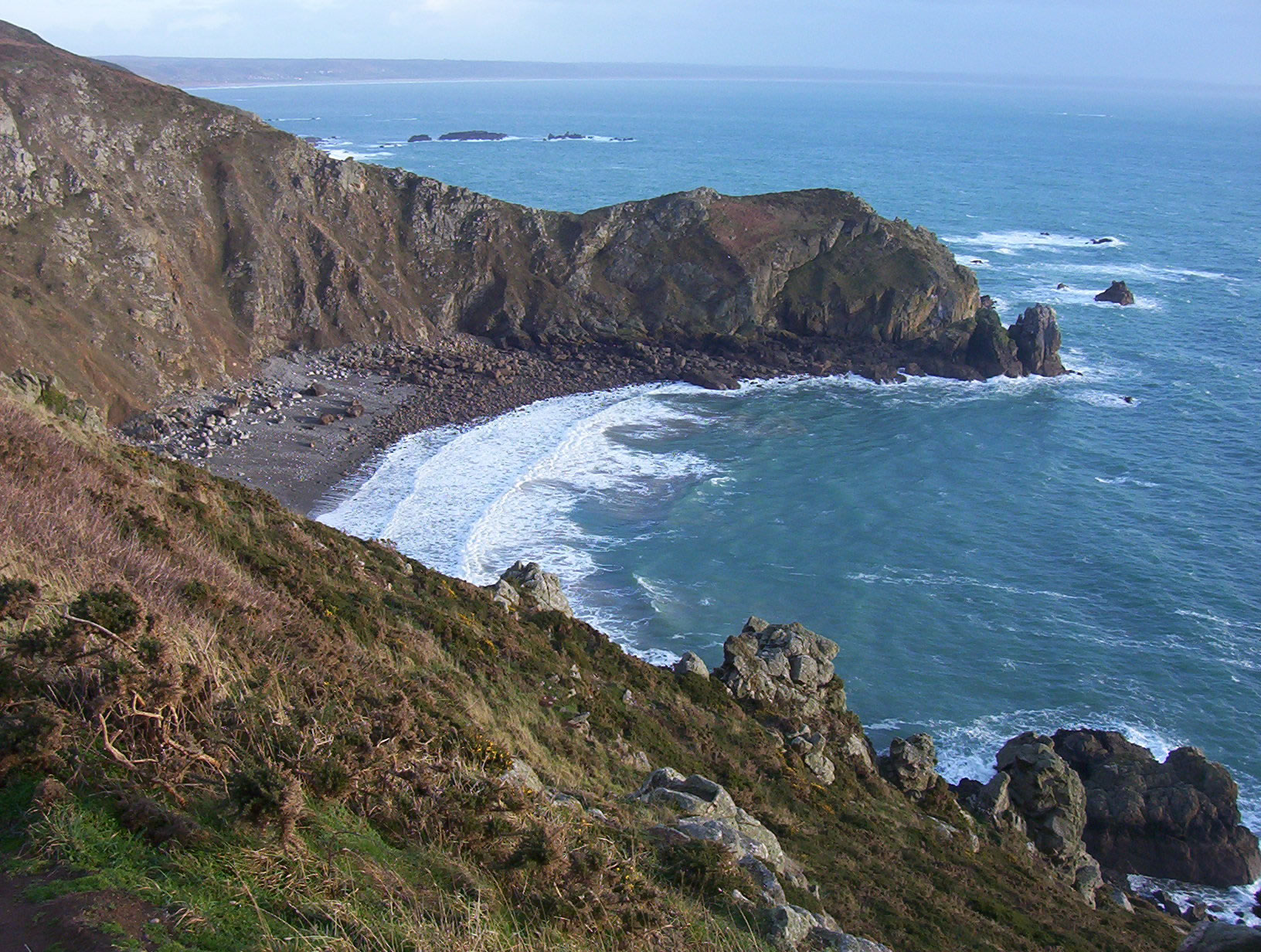
Le Nez de Jobourg constitue la pointe nord-ouest de la presqu'île du Cotentin.

La nature spécifique des sols armoricains se retrouve dans l'architecture locale et les maisons traditionnelles de Bretagne, et des bocages mayennais, vendéens et normands ont été bâties, pour la plupart, en pierre de schiste et en granite. Les toitures en chaume et en roseaux sont présentes de manière diffuse, en Normandie, en Bretagne, notamment dans la presqu'île guérandaise, ainsi que dans le nord-ouest de la Vendée.  
Au contact de la mer, le massif armoricain forme un littoral découpé, marqué par les falaises (Nez de Jobourg, cap Fréhel, pointe de Pen-Hir, falaises de l'île d'Yeu), par une succession de cap (pointe du Raz, cap de la Hague, pointe du Castelli, pointe de Barfleur) et de baies (Baie du Mont St Michel, golfe du Morbihan, baie de Bourgneuf) ainsi que de rias, (essentiellement en Bretagne : Aber Wrac'h, Aber Ildut).
La difficile érosion des roches dures a aussi entrainé la formation de nombreuses îles au large, si bien que les côtes du massif armoricain concentrent l'immense majorité des îles et îlots des littoraux atlantique et manchois français. Ainsi les littoraux de la péninsule comptent de nombreux archipels, tels que l'archipel de Molène, île d'Ouessant, l'île de Groix, Belle-Île en Bretagne, mais aussi les îles Chausey et les îles Anglo-Normandes au large du Cotentin ou encore les îles d'Yeu et de Noirmoutier en Vendée.

### Climat

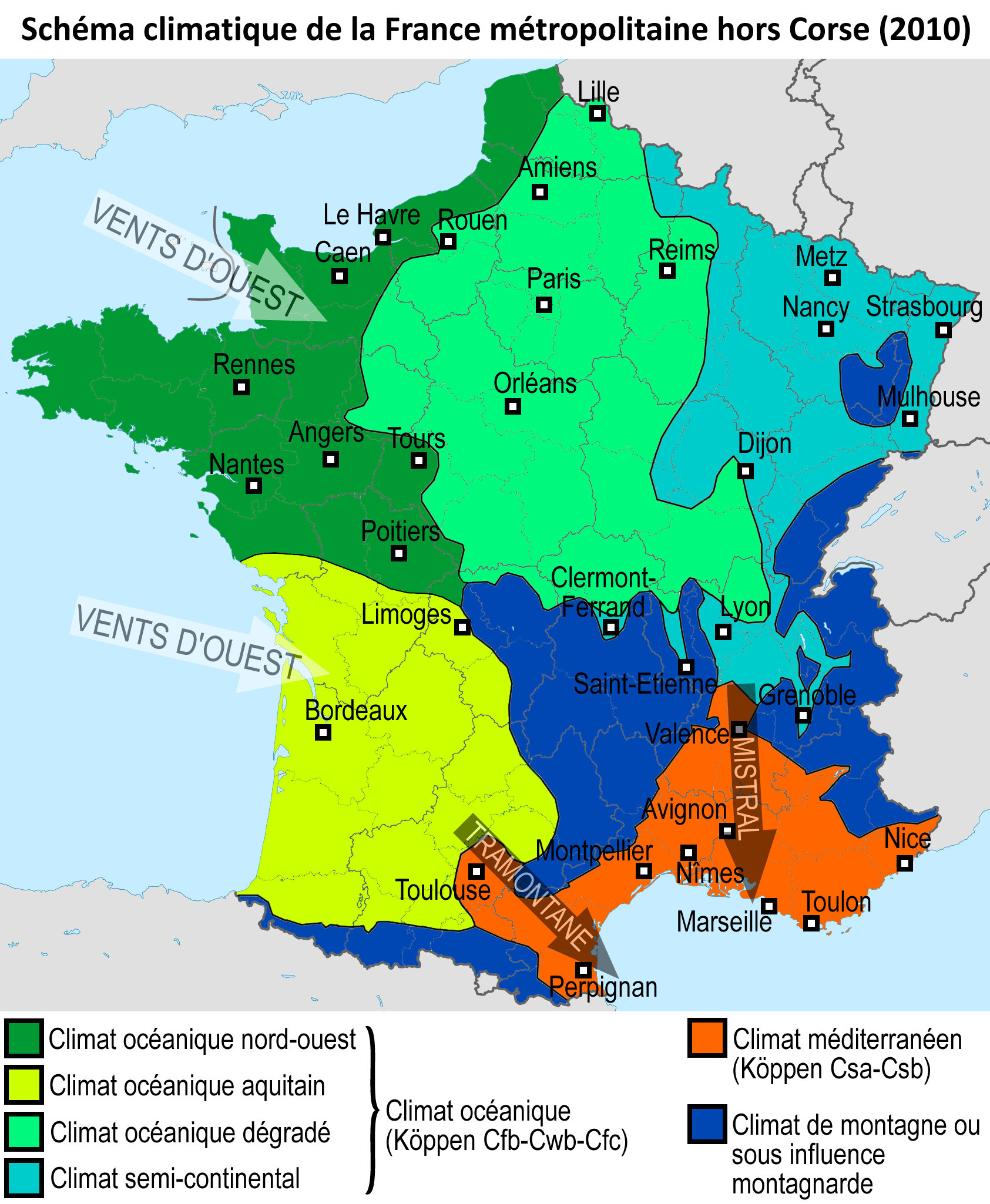
L'Armorique connait un climat doux et relativement humide.

Comme le reste de la façade de la Manche et de l’Atlantique française, cet espace connait un climat océanique. Les dépressions venant de l’Atlantique y rendent les températures relativement douces mais sont à l’origine d’une pluviométrie assez forte bien que cette dernière soit sensiblement plus faible dans l’estuaire de la Loire et en Vendée.
On parle cependant de « climat océanique Nord-Ouest » pour désigner le climat propre à cette partie de l’hexagone car il diffère sensiblement du climat océanique du sud-Ouest de la France (climat océanique aquitain) marqué par des hivers plus doux et des étés plus chauds.
Par ailleurs, du fait de sa situation péninsulaire, l'espace armoricain est largement soumis à de forts vents d'ouest. Aussi les tempêtes y sont fréquentes notamment en automne et au début de l'hiver.

## Populations pré-celtiques et mégalithisme
La région était peuplée dès le Néolithique , vers -5500 av. J.-C., avec l'apparition de l'agriculture et des premiers villages et entretenait déjà des liens maritimes importants avec les autres péninsules de l'arc atlantique européen. C'est à cette époque que furent construits la plupart des sites mégalithiques, que l'on trouve sur le littoral, tels que les alignements de Carnac (Morbihan), cairn de Barnenez (Finistère), mégalithes du Bernard (Vendée), ou à l'intérieur des terres tels que La Hutte aux gabelous en Mayenne.
Plus tardivement, la région, alors au cœur des échanges entre les peuples du littoral Atlantique européen, a constitué l'un des centres de la culture campaniforme puis de la culture l'âge du Bronze Atlantique. C'est à cette époque que l'Armorique, habité jusqu'alors essentiellement par les descendants des éleveurs qui avaient propagé l'agriculture depuis le Moyen-Orient, fut progressivement peuplée par des Celtes venus d'Europe Centrale.

## Premières populations celtiques

Les peuples du nord-ouest de la Gaule.

Les géographes grecs Posidonios et Strabon décrivent les Armoricains comme issus du groupe des Gaulois belges ayant peut-être été contraints à émigrer en raison de l'invasion de Germains cisrhénans en Gaule Belgique (voir également enclos belges ou picards). L'ethnonyme des peuples Aulerques qui signifierait « au large » ou « au loin » en serait un témoignage. L'exemple des Aulerques Éburovices et son rapprochement avec le nom des Éburons suggérerait aussi cette interprétation. Les fouilles archéologiques du sanctuaire de Ribemont montrent qu'effectivement vers -250 une invasion de Germains cisrhénans (Germani Cisrhenani) de très grande ampleur a provoqué le refoulement en masse des autochtones Belges.
Le terme Armorique désignait pour César, Guerre des Gaules, VII, 75, les territoires de l'Ouest de la Gaule, riverains de l'Océan et de la Manche, occupés par les peuples suivants :
- les Coriosolites (région de Corseul dans les Côtes-d'Armor actuelles)
- les Osismes (région de Carhaix-Plouguer)
- les Riedones (région de Redon et Rennes)
- les Ambibarii (peut-être les Abrincates (région d'Avranches) ou les Ambilatres (Vendée) ou les Ambiens (vallée de la Somme)
- les Caletes (région du pays de Caux)
- les Lexoviens (région de Lisieux)
- les Unelles (région de Coutances et du Cotentin)[27].

Il ne mentionne pas dans sa liste les Vénètes (région de Vannes) et les Namnètes (région de Nantes), peuples qu'il connaît pourtant bien. Les Ambiliates et Anagnutes, qui peuplaient probablement la partie du massif armoricain située au sud de la Loire (Vendée, Mauges, Pays de Retz) entretenaient certainement des relations avec les Vénètes, avant que leurs territoires ne soient rattachés à celui de leurs puissants voisins Pictons, après la conquête romaine. Il s'ensuit que l'Armorique de César ne recouvre pas seulement le futur duché de Bretagne, puisqu'il englobe le Cotentin, l’Avranchin, le Lieuvin et le pays de Caux, tous situés dans l’actuelle Normandie. Les Viducasses (région de Vire) et les Baïocasses (région de Bayeux) ne sont pas mentionnés par César. Ils n'apparaissent dans les textes qu'après la conquête romaine.
À l'ouest, les Osismes (celtique Osismii), que le navigateur grec Pythéas connaît sous le nom d'Ostimioi, et dont le nom signifie « les plus hauts » ou « ceux du bout du monde ».
Dans la période précédant la conquête romaine, les Lexoviens étaient gouvernés comme les Vénètes par un Sénat.
Au nord et à l’est de l'actuelle Bretagne se trouvaient les Coriosolites, « Coriosolitae » en latin. Leur nom comporte l’élément corio- « armée ». Ils résidaient dans l'est des actuelles Côtes-d'Armor et donnèrent leur nom à la ville de Corseul. Leur capitale fut Aleth puis Corseul (Fanum Martis en latin). Les Riedones qui demeuraient dans une partie de l'actuel Ille-et-Vilaine donnèrent leur nom à la ville de Rennes.
Les Bajocasses ou Bodiocassi avaient pour capitale Augustodurum (Bayeux) et les Abrincates, nommés en celtique Abrincatui ou Ambivariti par Pline l'Ancien) qui ont donné leur nom à Avranches, qu'ils sont supposés avoir bâtie. Au IXe siècle av. J.-C., ils occupent cette ville prospère de l'époque, qui, à la suite de la conquête romaine, va changer de statut et se développer. Dans l’actuel Cotentin, il y avait les Unelles, dont le chef-lieu était Cosedia (aujourd'hui Coutances). Les Lexoviens (en celtique Lexovii ou Lixovii) étaient établis au sud de l'embouchure de la Seine, le long de la côte du pays d’Auge actuel. Ils donnèrent leur nom à Lisieux devenue cité romaine sous son nom gaulois de Noviomagus (« le nouveau marché ») et au Lieuvin. Encore aujourd'hui, on nomme les habitants de Lisieux, les Lexoviens. On trouve aussi les Esuvii (Exmes), les Viducasses (Vieux-la-Romaine au sud-ouest de Caen), les Calètes, pays de Caux, dont la capitale est fondée à Lillebonne à l'époque romaine (du celtique Caleti = « les durs », « les vaillants »), les Andecavi, (Anjou), les Diablintes, sur le Maine oriental avec Jublains en Mayenne, les Cenomanni avec Le Mans, les Aulerci Eburovices avec Évreux, les Véliocasses avec Rouen, les Arves dans la Sarthe et Argentan.

## Époque gallo-romaine

### La conquête romaine
Les prétextes d'intervention furent tout trouvés quand des peuples gaulois, alliés des Romains, les Séquanes et les Éduens, demandèrent aux Romains, en toute inconscience du danger, de bien vouloir intervenir pour s'opposer à l'arrivée massive du peuple des Helvètes qui venaient de quitter leur territoire au nombre de 368 000 avec toutes leurs familles au complet à la suite du vote d'une loi pour leur départ et après avoir incendié et détruit tous leurs biens en Helvétie afin de rendre ce départ définitif. Les Helvètes souhaitaient échapper ainsi à une invasion de leur territoire par les Germains, sans doute déjà, les Germains d'Arioviste. Les Romains attaquèrent les Helvètes et les massacrèrent sur les bords de la Saône. Les rescapés retournèrent en Helvétie.
Un peu plus tard, en 58 av. J.-C., le Conseil des Gaules, qui regroupait les plus grands chefs des tribus gauloises demanda à César d'intervenir contre Arioviste et ses troupes de Germains qui s'étaient installés chez les Séquanes et menaçaient de faire de même chez les Éduens. Les légions romaines de César écrasèrent les Germains d'Arioviste près du Rhin et passèrent l'hiver chez les Séquanes Jusque-là, César se comportait en protecteur de la Gaule contre des peuples qui l'agressaient. Tout allait bien dans le meilleur des mondes celtiques et les peuples gaulois amis des Romains n'avaient qu'à se féliciter de l'efficacité d'un protecteur aussi puissant[réf. nécessaire].
Mais en -57, César changea complètement son attitude de défenseur de la Gaule contre les attaques des Germains : il lança soudainement une campagne contre la puissante Confédération des peuples belges puis contre la Confédération des peuples armoricains. C'en était fait de l'indépendance gauloise. La guerre de conquête de la Gaule avait commencé et fut menée à son terme jusqu'à l'asservissement de la Gaule tout entière.

Jules César profitera des divisions entre Gaulois et de la complicité des peuples gaulois pro-romains qui lui fournissent des ressources, les Rémes, contre les autres Belges, les Pictons et Santons :

« Les Pictons étaient hostiles aux Vénètes comme on peut le déduire de leur liaison avec le Proconsul Julius Caesar dès sa première campagne et des navires construits ou fournis aux Romains par eux, par les Santons et d'autres peuples gaulois pour leur faciliter la ruine des Vénètes. »

— César, Guerre des Gaules, III, 11.
En Armorique, en 56 av. J.-C., les navires de Jules César fournis par d'autres peuples gaulois détruisent la flotte vénète au cours de la bataille du Morbihan. Jules César rapporte qu'après la bataille, le « sénat » de ce peuple est mis à mort et le reste vendu à l'encan. De Bello Gallico de Jules César est à lire avec précaution car c'est un texte de prestige et, bien que son témoignage soit précieux et irremplaçable, il s'y met en valeur pour montrer son influence de chef militaire sur le destin des peuples vaincus.
Les Romains donnèrent le nom d'Armorique à un grand commandement militaire « Tractus Armoricanus » embrassant un groupe considérables de peuples qui tous paraissent avoir été jadis membres de la Confédération Armoricaine. Julius Caésar s'exprime ainsi :

« … Toutes les cités armoricaines voisines de l'océan qui se donnent le nom d'Armoricains (Aremorici) et au nombre desquels figurent les Coriosolites, les Riedones, les Ambibarii, les Calètes, les Osismes, les Lémovices, les Vénètes, les Unelles, devaient fournir 6000 hommes. »

— César, Guerre des Gaules, VII, page 35.

### Romanisation de la région
Comme dans toutes les régions de l'Empire, les Romains employèrent en Armorique une politique de diffusion de leur propre culture au sein des élites locales. L'accès à la citoyenneté romaine (exemple de Titus Flavius Postuminus à Rennes) et l'ouverture de possibilités d'ascension sociale étaient conditionnés à la connaissance du latin et à l'acceptation des coutumes romaines. Ceci contribua, par effet de tache d'huile, à romaniser la région.
Il est certain que l'Armorique du Haut-Empire était, par son économie développée et sa population abondante, parfaitement intégrée à l'Empire romain, mais que cette romanisation était limitée comme le montre la faible présence de l'épigraphie latine dans la région. L'étude anthroponyme montre qu'à cette époque, les habitants de l'Armorique portaient encore des noms purement celtiques (tels « Moricus », « Smertulitanus », « Rextugenos », « Vertros », etc.).
La conquête ne modifia donc pas fondamentalement les structures de la société et le latin ne pénétra pas ailleurs que dans les villes, où se concentrait la faible population allogène. Lors de l'évangélisation de la région, les rusticani (habitants des campagnes) étaient encore très fortement attachés à leur culture ancestrale, malgré une indiscutable évolution technique liée à la romanisation, et ils constituèrent une grande partie de l'opposition à l'Église.
Après l'appel de légionnaires bretons (insulaires) par les Romains chargés de défendre la péninsule contre les pirates germaniques, puis après l'immigration de Bretons fuyant les attaques et les tentatives de colonisation des Irlandais sur l'ouest de l'île de Bretagne, la partie occidentale de l'Armorique fut appelée Petite Bretagne (Britannia minor) puis simplement Bretagne.

## Haut Moyen Âge

### La christianisation de l'Armorique
La christianisation de l'Armorique s'effectua d'abord au cours de la période romaine. Toutefois, la région fût aussi christianisée par des ermites et moines celtes originaires des îles Britanniques qui y introduisirent le christianisme celtique.
À l'époque de sa christianisation, l'Armorique venait d'être ravagée par les invasions barbares, notamment celles des Alains et des pirates venus de la Mer du Nord. Les côtes étaient désertes, et les habitants qui avaient survécu aux massacres se cachaient dans les grottes et les forêts. Le culte druidique et même les religions antérieures des Celtes (qui divinisaient les astres, les eaux, le feu, les pierres, les arbres, etc.) avaient persisté dans les campagnes, les dieux de Rome n'ayant été adoptés qu'officiellement, et surtout dans les villes.

Carte Boulard qui date de 1947 fait apparaître en noir les « paroisses chrétiennes ». Le Massif armoricain constitue une région de déchristianisation tardive.

« La première christianisation de l'Armorique s’est faite de deux façons. Elle a commencé au IVe siècle par le sud-est (…) en transitant notamment par Lyon, puis Tours (…) ; dans les diocèses de Nantes et Rennes, il y a 84 églises dédiées à saint Martin, contre 7 plus à l'ouest. Elle ne s'était pas encore imposée en Armorique occidentale, éloignée et peu urbanisée, quand sont arrivés de Grande-Bretagne, du IVe siècle au VIIe siècle, des Bretons déjà christianisés et encadrés par des moines. Ces Bretons sont venus en colonisateurs missionnaires, par petits groupes sous la conduite de chefs socio-religieux (...). Ce qui caractérise le pays breton (surtout sa partie occidentale), c’est le grand nombre de moines et d’ermites (…). L’opinion révère ces moines fondateurs, modèles de piété (…). On ne sait pas grand-chose sur eux. Mais tous ne furent pas évêques. (…) Les communautés paroissiales étaient presque partout assez dépendantes des évêques (…) ; elles avaient, aussi bien que les évêchés, leurs saints fondateurs, notamment celles dont le nom commence par Gui ou par Plou (…). Les premiers chrétiens se disaient « saints » pour se distinguer des païens et signifier qu’ils étaient consacrés à Dieu »
Cette arrivée massive en Armorique de prêtres et de moines fuyant la Grande-Bretagne et le Pays de Galles, où ils étaient persécutés, a permis à la Bretagne de bénéficier d'une forte densité de clercs par rapport à sa population, et d'une relative indépendance religieuse. En Bretagne, au cours de l’histoire, la religion s’est intiment liée à l'identité locale au travers de pratiques mêlant foi et culture telles que les pardons . Cette caractéristique contribua à faire de ce territoire une région de résistance à la réforme protestante. Dès le début du XVIIe siècle, un regain du catholicisme s'y développa, porté par des évangélisateurs locaux (Michel Le Nobletz, Julien Maunoir) ainsi que par l’art religieux.
Ce regain catholique s'est ensuite diffusé hors de Bretagne, dans les régions voisines de l’Ouest Français (Anjou, Cotentin et Bas-Poitou) lors de missions menées dans le contexte de la Contre-Réforme notamment par le père breton Louis-Marie Grignon de Monfort.
L'espace Armoricain (Bretagne, Vendée, Anjou) est longtemps resté plus catholique que le reste de la France. Cette forte pratique religieuse se heurta d'ailleurs aux idées républicaines lors de la révolution française, ce qui fut l'une des causes des Guerres de l'Ouest (Chouannerie et guerre de Vendée) qui marquèrent la région à la fin du XVIIIe siècle.

### La migration des Britons
C'est aux environs de l'an 400 que commença l'émigration de certains habitants de l'île de Bretagne vers l'Armorique. Contraints par l'invasion croissante de leur île par les Angles et les Saxons, certains traversèrent la Manche à bord de currachs, mettant le cap sur la péninsule armoricaine, dont l'accès leur était familier depuis des générations. « Derrière ces fugitifs, d'autres affluèrent, puis d'autres, conduits tantôt par des guerriers, tantôt par des moines [les saints bretons] . L'exode dura près de deux siècles, [concernant aussi l'île d'Irlande]. Quand il se termina, l'Armorique avait cessé d'être et une seconde Bretagne, la Bretagne continentale, parlons mieux, la Bretagne tout court, était née ». 

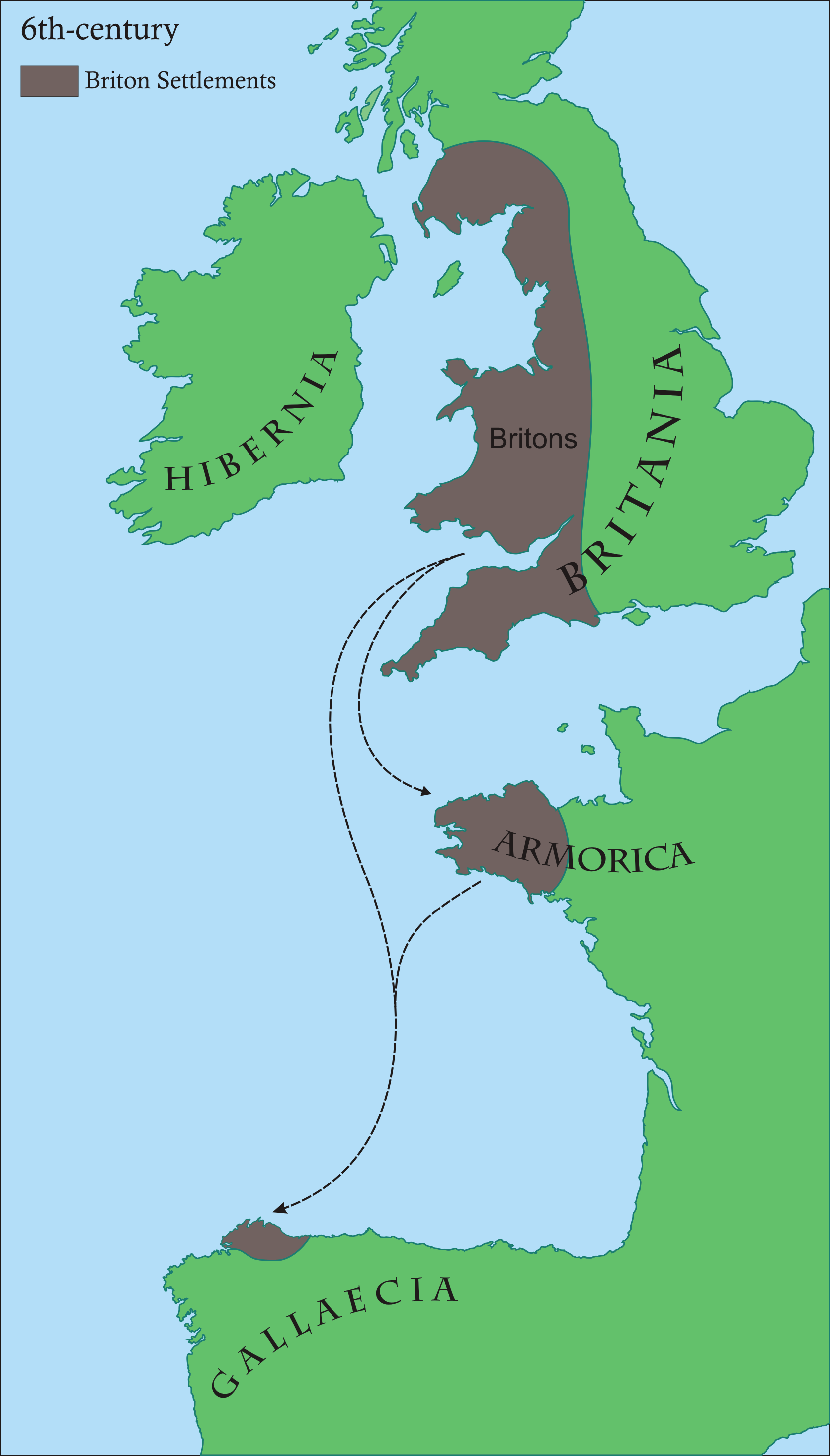
Établissements bretons au VIe siècle. N.B. : la présence d’un établissement breton ou briton en Galice est peu documentée, seul l’évêque Mailloc porte un nom celtique et on ne relève aucune trace archéologique et linguistique d’une présence brittonique.

Léon Fleuriot a émis l'hypothèse que l'émigration bretonne en provenance des îles Britanniques ait pu avoir lieu également sur tout le territoire correspondant à l'actuelle Normandie, notamment dans le Cotentin et le département du Calvados — particulièrement dans la région autour de Caen. Cependant, cette théorie n'est pas reprise depuis par les spécialistes et aucun élément archéologique ou linguistique n'est venu confirmer ses affirmations. Les liens du territoire qui devint plus tard la Normandie avec l’île de Bretagne avaient toujours été des plus étroits.
Ce qui deviendra la Normandie actuelle a été particulièrement riche en saints bretons : sa côte faisant face à celle de la Grande-Bretagne, il serait invraisemblable que les immigrés des Ve siècle et VIe siècle aient évité systématiquement ses rivages. saint Patrick, saint irlandais d'origine bretonne (né en Bretagne insulaire), est honoré dans plus de six paroisses normandes. Saint Méen dans trois d’entre elles. L’exemption de Sainte-Mère-Église est une enclave de cinq paroisses du diocèse de Bayeux survivance d’un ancien monastère de saint Méen (forme bretonne moderne Mewen, cornique Mewan). Sainte Anne, saint Armel, saint Aubin, saint Méen et saint Samson sont honorés dans de nombreux lieux de Normandie. Le nombre de toponymes évoquant le culte de saints bretons en Normandie est remarquable, comme Saint-Maclou curieusement latinisé en Macutus, et qui n'est autre que Saint-Malo :
- Saint-Maclou-la-Brière (Seine-Maritime)
- Saint-Maclou-de-Folleville (Seine-Maritime)
- Saint-Maclou (Eure)
- Église Saint-Maclou à Rouen

Ou encore Saint-Turiaf (évêque de Dol au VIIIe siècle), devenu Saint-Thurien (Eure, Sainct Turioult en 1376, Sanctus Thuriavus 1566).
La métropole bretonne de Dol-de-Bretagne était réputée être la plus ancienne et la plus importante abbaye-évêché bretonne de type celtique datant des premiers temps de l'émigration. Le morcellement et la grande étendue des possessions et dépendances du diocèse de Dol, qui est le seul diocèse breton dans ce cas (ce qui prouve son ancienneté et son importance), s'explique par le prestige temporel atteint par le monastère primitif fondé par Saint Samson, et ce, dès l'époque mérovingienne, comme s'en fait écho la Vita Sancti Samsonis. La réalité diocésaine de ce territoire n'est cependant pas historiquement attestée avant 848. Quatre paroisses situées à l'embouchure de la Seine, en plus du monastère de Pentale-Saint-Samson (Pental=Talben, pen=tête, tal=front[réf. nécessaire]), restèrent dépendantes de l’évêché de la métropole de Dol en tant qu’enclaves de Neustrie et des bords de la Seine, comme exemption de Dol, jusque 1790 :
- La Roque ;
- Marais-Vernier ;
- Saint-Samson-sur-Risle ;
- Conteville.

Si l'on compte aussi la participation de nombreux nobles bretons à la bataille de Hastings le 14 octobre 1066 et à la conquête de l'Angleterre avec l'armée normande de Guillaume le Conquérant, cela fait un ensemble de liens historiques et culturels communs très anciens et très nombreux entre les deux parties les plus importantes de l'ancienne Aremorica que sont la Bretagne et la Normandie actuelles.

### Installation des Normands
À partir de la fin du VIIIe , et au IXe siècle, les Vikings mènent des raids sur l’ensemble des côtes armoricaines et remontent les fleuves vers l’intérieur des terres. Puis ils colonisent les régions de la basse Seine, du pays de Caux, de la côte fleurie et du Cotentin. Ce territoire prit plus tard le nom de « Normandie ».

### Langues
À la fin du XIIe siècle, l'historien cambro-normand Giraud de Barri écrit dans sa Description du Pays de Galles que « les habitants de la Cornouailles et les Armoricains, à savoir ceux habitants la partie occidentale de l’actuelle Bretagne, parlent une langue semblable à celle des Bretons (insulaires) ; et, en raison de son origine et de sa ressemblance, elle est intelligible avec le gallois dans de nombreux cas... ».

## Époque contemporaine
Le nom propre Armorique, et l'adjectif armoricain sont restés courants dans plusieurs emplois :
- comme synonyme de « Bretagne », notamment dans certains guides touristiques et livres d'histoire ;
- dans des désignations géographiques comme le « Massif armoricain » pour le relief montagneux qui s'étend de l’ouest de la Normandie, au Maine, en passant par la Bretagne jusqu’à la Vendée, comme « péninsule armoricaine » ;
- dans des désignations culturelles comme la « sauce armoricaine » ;
- pour désigner une région côtière comme dans le nouveau nom des Côtes-d'Armor donné au département des Côtes-du-Nord, sachant qu'il existe de nombreux toponymes « Armor » en Bretagne, par opposition à l’« Argoat » (koad « bois ») désignant le pays de l'intérieur, le pays des forêts.